# Zonosaurus karsteni

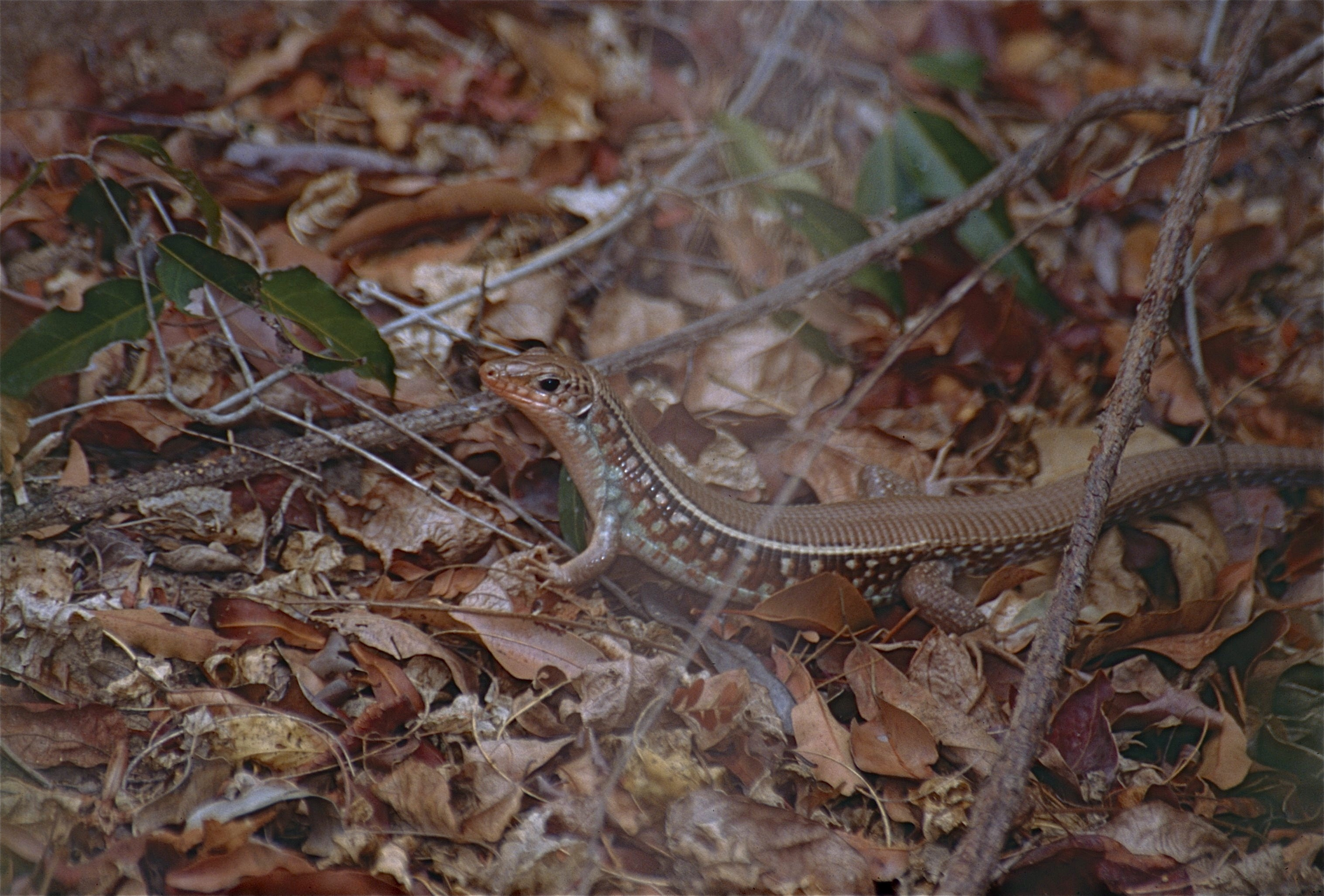
Zonosaurus karsteni

Zonosaurus karsteni — вид ящірок родини геррозаврових (Gerrhosauridae). Ендемік Мадагаскару.

## Поширення і екологія
Zonosaurus karsteni відомі з кількох прибережних районів острова Мадагаскар, розташованих в регіонах Боені, Менабе, Аціму-Андрефана і Анузі. Вони живуть в сухих тропічних лісах і чагарникових заростях та на сухих луках.